# Hiroki Yokoyama
Hiroki Yokoyama (横山 大希 (Yokoyama Hiroki?); Kōbe, 18 febbraio 1994) è un pattinatore di short track giapponese.

## Biografia
Suo padre Shinji Yokoyama è allenatore di short track.
Si è formato studiando economia presso la Kwansei Gakuin University di Nishinomiya. È allenato da Jonathan Guilmette.
Con i compagni di nazionale Keita Watanabe, Kazuki Yoshinaga, Ryosuke Sakazume e Takayuki Muratake, ha vinto la medaglia di bronzo ai Giochi asiatici invernali di Sapporo 2017 nella staffetta 5.000 metri.
Ha rappresentato il Giappone ai Giochi olimpici invernali di Pyeongchang 2018 gareggiando nel concorso dei 1500 metri e nella staffetta 5000 metri.

## Palmarès
- Giochi asiatici invernali
- Sapporo 2017: bronzo nella staffetta 5.000 metri